# Konstancja Skirmuntt
Konstancja Skirmuntt (également Konstancja Skirmunttówna, lituanien : Konstancija Skirmuntaitė ; 1851-1934) est une historienne amatrice polono-lituanienne, membre du mouvement Krajowcy, et qui souhaitait préserver la double identité polono-lituanienne.
Née dans une famille noble profondément enracinée dans l'ancien Grand-duché de Lituanie, Skirmuntt a passé la majeure partie de sa vie à Pinsk ou dans ses environs. Sans aucune formation formelle en histoire, elle a écrit quatre ouvrages historiques majeurs qui romantisent et idéalisent le passé. Écrits dans un langage simple et accessible, ils ont gagné en popularité.
Elle a également publié des articles dans la presse polonaise et lituanienne débattant des questions de l'identité polono-lituanienne. Elle soutient le renouveau national lituanien, mais s'oppose aux nationalismes lituanien et polonais. Après la Première Guerre mondiale, elle a publié des critiques de la Seconde République polonaise, de sa politique et de son attitude envers les minorités ethniques présentes sur son sol.

## Biographie
Konstancja Skirmuntt est née en 1851 à Kalodnaje (be) dans l'Uyezd Pinsky du gouvernement de Minsk de l'Empire russe (aujourd'hui district de Stoline en Biélorussie). Sa famille de nobles locaux fait remonter sa lignée au XIIIe siècle. Sa mère, Helena Skirmunt, était peintre et sculptrice. Comme beaucoup d'autres enfants de la noblesse, Skirmuntt était éduquée à la maison par des précepteurs. Ses deux parents ont soutenu l'insurrection de Janvier 1863, et ont été arrêtés et exilés en Russie. Les enfants ont été confiés à la garde de leur grand-mère qui a envoyé Skirmutt étudier à Kalisz. En 1869, lorsque ses parents purent rentrer d'exil, Skirmuntt les accompagna en Crimée. Elle a laissé une description de ses voyages en Crimée, mettant un accent particulier mis sur les grottes locales et les « villes troglodytes et monastères ». Elle y revint après la mort de sa mère en 1874 et continua à vivre à Pinsk jusqu'à sa mort en 1934. Elle ne s'est jamais mariée et n'a pas eu d'enfants.

## Travaux
Son premier ouvrage sur l'histoire de la Lituanie a été publié sous le pseudonyme de Pojata en 1886. En 1897-1909, elle publie un ouvrage en trois volumes sur la préhistoire et les débuts de l'histoire de la Lituanie. Elle a romancé et idéalisé le passé, en glorifiant les vies de divers grands-ducs (en particulier le grand-duc Vytautas). Elle y critique Jogaila et l'Ordre Teutonique. Ses livres ont été écrits dans une langue facilement accessible et traduits en lituanien, devenant ainsi très populaires parmi les militants du renouveau national lituanien. Elle a également écrit de nombreux articles sur des questions politiques et ethniques dans la presse polonaise et lituanienne, notamment Kraj, Przegląd Wileński, Kurier Wileński, Litwa, souvent publiés sous le nom de plume Futurus. Deux recueils de ses articles ont été publiés en 1907 et 1913. Elle correspond avec Eliza Orzeszkowa, écrivaine positiviste polonaise.
Pendant le mandat du Premier ministre Piotr Stolypine, elle a réussi à protéger une église catholique de la destruction à Haradzišča, un village près de Pinsk. En 1910, avec Marian Zdziechowski, elle travailla sans succès pour amener une délégation lituanienne aux célébrations du 500e anniversaire de la bataille de Grunwald à Cracovie. En 1911-1912, elle fit campagne sans succès pour une faculté de lituanien à l'université Jagellonne. Pour ses travaux et ses efforts, elle a reçu le prix Pro Ecclesia et Pontifice du Vatican et un doctorat honorifique de l'université Vytautas-Magnus.

## Opinions politiques
Constance Skirmuntt a soutenu le renouveau national lituanien et a correspondu avec des militants lituaniens tels que Jonas Basanavičius et Adomas Jakštas, mais elle n'a soutenu ni le nationalisme lituanien ni le nationalisme polonais,. Elle s'identifiait comme lituanienne, mais parlait polonais et soutenait une union entre la Pologne et la Lituanie dans les traditions historiques du République des Deux Nations. En 1914, elle publie une brochure de 10 pages en lituanien Nosce te ipsum dans laquelle elle critique la division entre « nous » et « eux » uniquement basée sur la langue – elle déplore le fait que les Lituaniens aient rejeté le poète Adam Mickiewicz ou le compositeur Stanisław Moniuszko uniquement parce qu’ils écrivaient en polonais. Alors que ses œuvres historiques étaient populaires, elle a fait l'objet de critiques et a été boudée à la fois par les Polonais (qui la considéraient comme une « séparatiste ») et par les Lituaniens (qui ne la considéraient pas comme une vraie Lituanienne). Voyant la montée inévitable du nationalisme, elle se qualifie de « dernière Mohican » dans une lettre à Basanavičius.
Après la Première Guerre mondiale, Pinsk a été rattachée à la Seconde République polonaise. Elle a critiqué la mutinerie de Żeligowski (par laquelle la Pologne a pris Vilnius à la Lituanie) et la politique polonaise envers les minorités ethniques. Elle a exhorté la Pologne à comprendre et à respecter les personnes vivant à Kresy, qui sont de nationalité et de culture différentes de celles du peuple polonais. Elle a exprimé ces opinions dans Idea jagiellońska a polityka kresowa publiée en 1925 et dans la brochure Kwestja zasad publiée en 1933,. À la même période, elle a critiqué le gouvernement lituanien pour avoir signé le Traité de paix soviéto-lituanien en 1920, ou l'Assemblée constituante de Lituanie pour avoir lancé une réforme agraire qui nationalisait les terres appartenant à la noblesse.